# Brücke bei Westervoort
Die Brücke bei Westervoort (niederländisch Brug bij Westervoort) überspannt die IJssel, den nordöstlichen Arm des Rheins im niederländischen Rhein-Maas-Delta. Neben der Bahnstrecke Oberhausen–Arnhem verlaufen eine Straße und ein Radweg zwischen den Städten Arnhem und Westervoort auf dem Bauwerk. Die 467 Meter lange, aus vier einzelnen Brücken bestehende Fachwerkkonstruktion befindet sich bei Kilometer 2,68 der niederländischen Wasserstraße 084 (IJssel–Keteldiep–Ketelmeer). Die nächste Brücke in südlicher Richtung ist die etwa 28 Kilometer flussaufwärts gelegene Rheinbrücke Emmerich.

## Geschichte

### Schiffbrücke

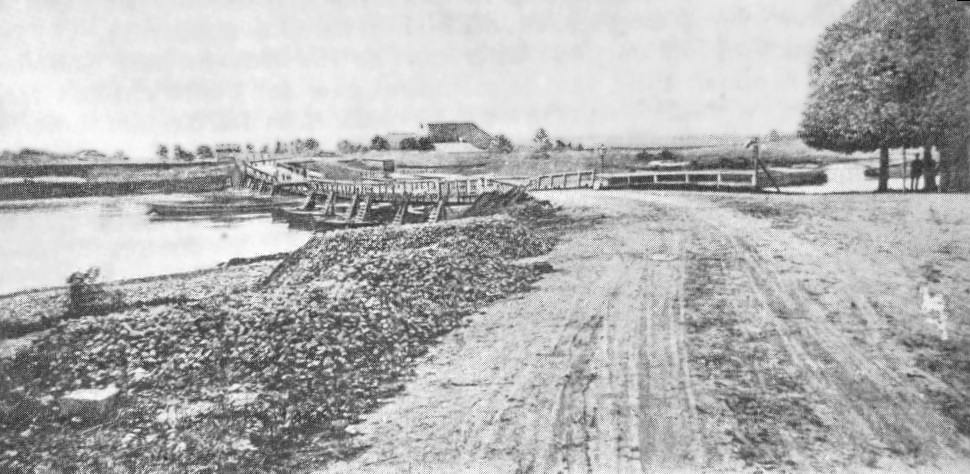
Die Schiffbrücke bei Westervoort, vor 1900

Bereits der Name der erstmals im Jahr 726 urkundlich erwähnten Ortschaft Westervoort ist auf eine sogenannte Furt (niederl. Voorde), eine untiefe Stelle im Flussbett, zurückzuführen. Diese ermöglichte eine Durchquerung der IJssel von Osten nach Westen. Im Jahr 1295 wurde erstmals von einer Fährverbindung bei Westervoort berichtet. Die erste Brückenkonstruktion an dieser Stelle war eine 1763 errichtete Schiffbrücke. Diese wurde neun Jahre später an eine andere Stelle gebracht, nachdem man den Abzweig der IJssel um fast zwei Kilometer nach Süden verlegt hatte. Die vorher rechtwinklige Mündung zur IJssel hatte bis dahin eine gelegentliche Austrocknung des Flussbetts zur Folge. Die aus Wesel stammende Pontonbrücke war bis 1813 in Gebrauch und stellte eine wichtige Verbindung auf dem Handelsweg zwischen Arnhem und Köln dar. In jenem Jahr wurde sie durch einen Brand vernichtet und durch eine neue Konstruktion ersetzt. Die Schiffbrücke befand sich wenige hundert Meter von der heutigen Brücke flussaufwärts am Veerweg naar Westervoort (Fährenweg nach Westervoort). Durch die totlaufenden Straßen ist der Standort noch heute leicht zu finden.

### Drehbrücke

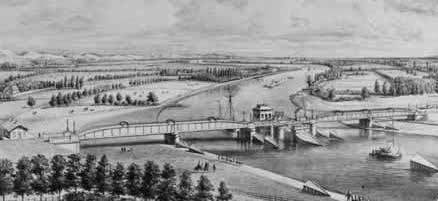
Drehbrücke bei Westervoort, Ausschnitt einer Illustration von 1855

Am 18. Juli 1851 wurde der „preußisch-niederländische Vertrag über den Bau der Eisenbahn Oberhausen–Wesel–Emmerich–Arnhem“ abgeschlossen. Die für beide Länder wirtschaftlich bedeutsame Strecke erforderte einen für damalige Verhältnisse großen Brückenbau bei Westervoort. Da man in den Niederlanden bisher keine Erfahrung mit dem Bau von Eisenbahnbrücken dieses Ausmaßes hatte, gab man den Bau in die Hände des englischen Ingenieurs Edwin Clark (1814–1894). Nach seinen Plänen errichtete man eine zweigleisige Drehbrücke mit einer Länge von 260 Metern und einer Breite von 10 Metern. Um das flache Bauwerk vor Treibeis zu schützen, befanden sich 12 Eisbrecher vor der Brücke. Am 8. Januar 1853 fand der letzte Belastungstest der Brücke statt und am 20. Oktober 1856 wurde der zweigleisige Betrieb der gesamten Bahnstrecke aufgenommen. Am ersten Tag verkehrten vier Personenzüge und ein Güterzug, 1859 wurden bereits 300 Reisende pro Tag, 666 Zentner Frachtgut und 10 Stück Vieh transportiert. Die aufwendige Brückenkonstruktion bei Westervoort, mit zwei drehbaren Teilen und einem Wärterhaus in der Flussmitte, galt zu Beginn als technische Meisterleistung. In der Folgezeit kam es jedoch immer wieder zu Problemen mit Treibeis. Zudem stellte die Brücke ein Hindernis für die Schifffahrt und den Zugverkehr dar.

### Fachwerkbrücke

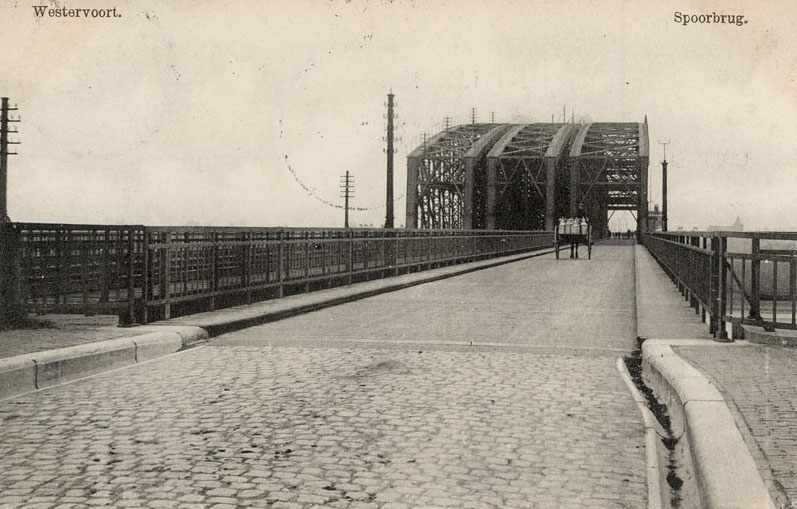
Die drei Fachwerkkonstruktionen der Brücke, um 1905

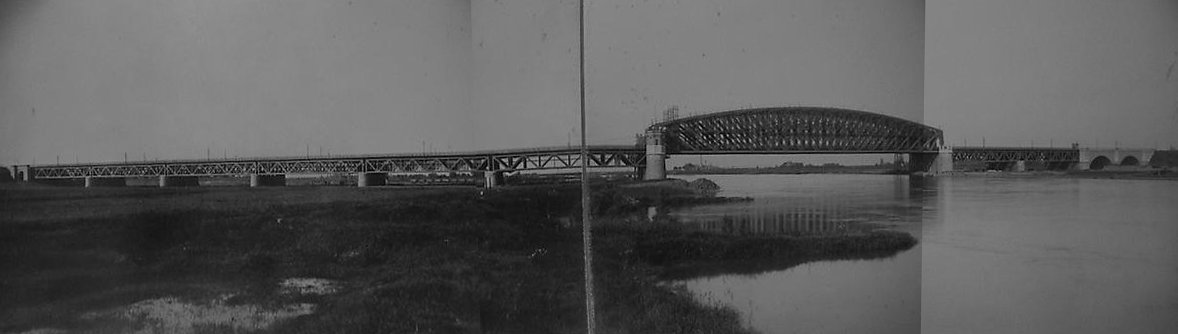
Blick vom rechten Ufer flussabwärts auf die Brücke bei Westervoort, 1904

Ende des 19. Jahrhunderts wurde der Abriss der Drehbrücke und der Bau einer höheren, festen Brücke beschlossen. 1897 begann man mit dem Bau der Fachwerkkonstruktion, deren höhere Lage das Aufschütten eines Bahndamms und den Neubau des Bahnhofs von Westervoort nötig machte. Parallel zur zweiteiligen Eisenbahnbrücke mit je einem Gleis errichtete man diesmal auch eine Straßenbrücke. Am 5. April 1901 wurde das Bauwerk, dessen Maße weitgehende denen der heutigen Brücke entsprachen, für den Bahn- und Straßenverkehr freigegeben. Das Bauwerk bestand am südöstlichen Ufer aus sechs Vorlandbrücken und einer Steinbogenbrücke als Widerlager. Auf Arnhemer Seite befanden sich zwei Vorlandbrücken sowie zwei Steinbogenbrücken als Widerlager. Die Strombrücke wurde mit einer Spannweite von 116,60 Metern und untenliegender Fahrbahn konstruiert. Nach Eröffnung des Bauwerks wurde der flussaufwärts gelegene Fährbetrieb eingestellt.
Während des Zweiten Weltkriegs spielte die Brücke mehrfach eine wichtige strategische Rolle. Beim Angriff der Wehrmacht auf die Niederlande wurde der Mittelteil des Bauwerks vom niederländischen Militär gesprengt. Als im Juni des gleichen Jahres niederländische Soldaten aus der deutschen Kriegsgefangenschaft entlassen wurden, mussten sie deshalb bereits in Westervoort den Zug verlassen. Anschließend wurde die Brücke von den deutschen Besatzern repariert, sodass sie ab 15. November 1940 wieder befahrbar war. Im April 1945 wurde die Brücke abermals gesprengt, diesmal von den sich zurückziehenden deutschen Truppen, die dadurch das Vorrücken der Alliierten erschweren wollen. Bei der Aktion wurde die Brücke so schwer beschädigt, dass ein Wiederaufbau der alten Konstruktion unmöglich war. Ab Juli 1945 wurden die Reste des zerstörten Bauwerks entfernt. Die Aufräumarbeiten erwiesen sich als kompliziert, da die deutschen Soldaten zahlreiche Landminen und Sprengfallen an den Brückenköpfen zurückgelassen hatten. Für die riskante Beseitigung der Sprengkörper und der Brückenreste wurden etwa 50 deutsche Kriegsgefangene eingesetzt.

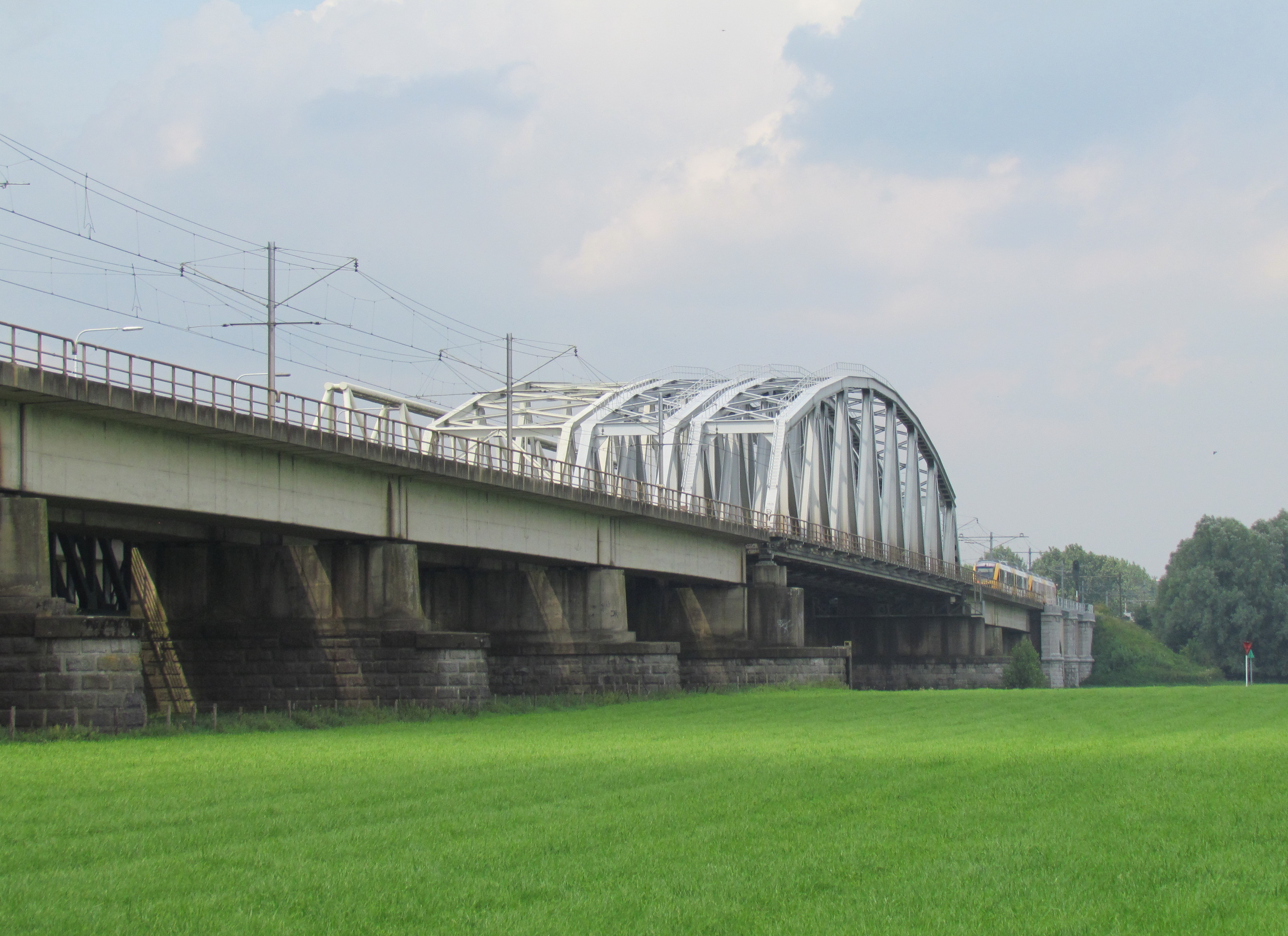
Blick vom rechten Ufer auf die Brücke bei Westervoort, 2012

Als Behelfsbrücke wurde eine vorgefertigte britische Callender-Hamilton-Brücke angeliefert, die schon im November 1945 mit einem verzierten Festzug eröffnet werden konnte. Wenig später wurde auch eine neue, einspurige Straßenbrücke für den Verkehr freigegeben. Das neue Mittelteil hatte eine Spannweite von nur 74,50 Metern, weshalb man im Nordwesten eine weitere Vorlandbrücke und einen Pfeiler im Flussbett errichten musste. Die Bahnbrücke war vorläufig nur eingleisig. Am 31. August 1964 stießen um 9.10 Uhr der internationale Zug Oberhausen–Arnhem und der Regionalzug von Arnhem nach Zevenaar 100 Meter östlich vor der Brücke aufeinander. Bei dem Unglück kamen fünf Menschen ums Leben, 52 Personen wurden verletzt.
1971 wurde die provisorische Straßenbrücke durch eine neue Konstruktion mit einer 9,8 Meter breiten Fahrbahn und einer Spannweite von 119,34 Metern ersetzt. 1980 wurde auch die Strombrücke der Eisenbahnüberführung durch eine längere ersetzt. 1981 wurde daneben noch eine Brücke für Radfahrer und Fußgänger errichtet. 1984 ersetzte man die Eisenbahnbrücke durch eine doppelte Fachwerkbrücke, wodurch der Streckenabschnitt nach fast zwanzig Jahren wieder zweigleisig befahren werden konnte. Die Überspannungen der vier Einzelbrücken betragen von Ost nach West 42,85 m + 4 × 43,5 m + 44 m + 119,34 m + 42 m + 42,85 m.